# Södra Kuvetjärnen (Silbodals socken, Värmland)
Södra Kuvetjärnen är en sjö i Årjängs kommun i Värmland och ingår i Göta älvs huvudavrinningsområde.